# Lo Prado
Lo Prado är en kommun i Santiago, Chile och bildades 1981. Kommunen har fyra tunnelbanestationer. Den totala ytan är 6,7 km² med ett invånarantal på 104 316 personer (2002).